# Kanadische Badmintonmeisterschaft 1952
Die Kanadische Badmintonmeisterschaft 1952 fand in Winnipeg statt. Es war die 25. Auflage der nationalen kanadischen Titelkämpfe im Badminton.

## Titelträger
| Disziplin    | Sieger                     |
| ------------ | -------------------------- |
| Herreneinzel | Donald Smythe              |
| Dameneinzel  | Marjorie Mapp              |
| Herrendoppel | Donald Smythe Budd Porter  |
| Damendoppel  | Barbara Ince Joan Warren   |
| Mixed        | Budd Porter Edith Marshall |